# Trema (botanica)
Trema Lour., 1790 è un genere di piante della famiglia Cannabaceae, che comprende una ventina di specie di alberi sempreverdi diffusi nelle regioni tropicali e subtropicali di tutti i continenti.

## Descrizione

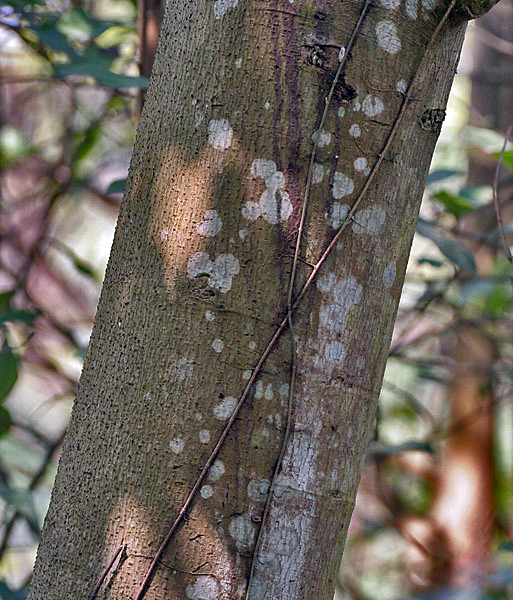
Corteccia di Trema orientale

Il genere comprende specie arboree sempreverdi di media o piccola taglia (fino a 10–20 m).
Le foglie sono alternate, semplici, lunghe 7–15 cm, ovato-acuminate o lanceolate, con margini regolarmente serrati.
Il frutto è una piccola drupa di 3–5 mm diametro.

## Tassonomia
La classificazione tradizionale assegna il genere Trema alla famiglia delle Ulmacee e all'ordine delle Urticali.
La moderna classificazione filogenetica attribuisce il genere alla famiglia delle Cannabacee e all'ordine delle Rosali.
Il genere comprende le seguenti specie:
- Trema andersonii (Planch.) Byng & Christenh.
- Trema angustifolium (Planch.) Blume
- Trema cannabina Lour.
- Trema cubense Urb.
- Trema discolor (Brongn.) Blume
- Trema domingense Urb.
- Trema eurhynchum (Miq.) Byng & Christenh.
- Trema humbertii J.-F.Leroy
- Trema lamarckianum (Schult.) Blume
- Trema levigatum Hand.-Mazz.
- Trema melastomatifolium (J.J.Sm.) Byng & Christenh.
- Trema micranthum (L.) Blume
- Trema nitidum C.J. Chen
- Trema orientale (L.) Blume
- Trema parviflorum (Miq.) Byng & Christenh.
- Trema politoria (Planch.) Blume
- Trema simulans (Merr. & L.M.Perry) Byng & Christenh.
- Trema tomentosum (Roxb.) H. Hara
- Trema vieillardii (Planch.) Schltr.

## Usi
Trema orientale è piantato largamente nelle zone a clima tropicale, dove viene apprezzato per la sua adattabilità ai terreni poveri.
Tuttavia in alcune regioni, in particolare nelle isole del Pacifico, è diventato una specie invasiva.